# 埃及第一王朝
古埃及第一王朝涵盖统治统一埃及的第一批国王。它紧随著可能由那尔迈完成的统一上下埃及之后，象徵著早王朝時期的開始，當時权力集中在提尼斯。

## 王朝
关于这个王朝的信息来自一些纪念碑和其他带有王室名字的物品，最重要的是那尔迈调色板和那爾邁權杖頭，以及登和卡等国王名单。 除了巴勒莫石碑上的简短清单外，没有关于前两个王朝的详细记录存世。曼涅托的《埃及史》中的记载与考古证据和其他历史记录都有矛盾。曼涅托寫出了第一王朝的九个统治者，其中只有一个人的名字与其他资料相符，并且只提供了其中四个人的信息。圣书体在那时已经完全发展起来了，它们的形状将在三千多年的时间里几乎没有变化地使用。

## 人祭
人祭是第一王朝所有法老葬礼仪式的一部分。每个法老的坟墓附近都埋有家臣以及为埋葬而牺牲的动物，清楚地证明它存在於这个王朝中。哲爾的坟墓与338具遺體有关。。祭祀的人和动物，如驴，被期望在死后生命中协助法老。由于不明原因，这种做法随着王朝的结束而中止。

## 統治者
| 名字       | 圖片 | 概述 | 統治時間          |
| ---------- | ---- | --- | ----------------- |
| 那爾邁     |      | 被认为与美尼斯是同一个人，并统一了上、下埃及。可能与尼特霍特普结婚。                                                                                            | 大約公元前3,100年 |
| 荷爾-阿哈  |      | 希腊语形式“Athotís”。带领远征努比亚人。与贝内里布和肯塔普结婚。                                                                                                 | 大約公元前3,050年 |
| 哲爾       |      | 希腊语形式「Uenéphes」；他的名字和名号出现在巴勒莫石碑上。他的坟墓后来被认为是传说中的奥西里斯的坟墓。                                                          | 54年              |
| 傑特       |      | 希腊语形式“Usapháis”。可能与Ahaneith结婚。 | 10年              |
| 美麗奈茨   |      | 可能是第一位女法老（或作为她儿子登的摄政者，或同时作为国王/王后和摄政者进行统治）。美麗奈茨被埋葬在傑特和登附近。她的坟墓与那个时期（其他）国王的坟墓规模相同。 | 大約公元前2,950年 |
| 登         |      | 希腊语形式「Kénkenes」。第一个戴着紅白雙冠的法老，第一个拥有完整「上下埃及之王」稱號的法老。                                                                    | 42年              |
| 阿涅德吉布 |      | 希腊语形式「Miebidós」。 | 10年              |
| 瑟莫赫特   |      | 希腊语形式「Semempsés」。第一个拥有完整涅布提名的埃及统治者。他的完整统治紀錄被保存在开罗石碑上。                                                               | 8½年              |
| 卡         |      | 希腊语形式「Bienéches」。统治的时间很长，他的坟墓是最后一个有附属墓葬者。                                                                                       | 34年              |
| 斯內弗卡拉 |      | 統治時間很短，正確的年代位置未知。 | 約公元前2,900年   |
| 荷魯斯鳥   |      | 統治時間很短，正確的年代位置未知。 | 約公元前2,900年   |

## 延伸閱讀
- 劉文鵬（2000年）：《古代埃及史》，北京：商務印書館ISBN 7-100-02865-5

## 外部連結
- Egypt History - Pharaonic Dynasty I （页面存档备份，存于）
- Kuhrt, Amélie, , London: Routledge, 1995, ISBN 978-0-415-01353-6.
- Shaw, Ian, , Oxford: Oxford University Press, 2000, ISBN 0-19-280458-8